# Charles Bukowski
Henry Charles Bukowski (născut Heinrich Karl Bukowski, n. 16 august 1920, Andernach, Republica de la Weimar – d. 9 martie 1994, Los Angeles, California, SUA) a fost un poet, nuvelist și romancier american, de origine germană. Familia sa a emigrat la Los Angeles în 1922. Bukowski este adesea cunoscut sub pseudonime ca: Hank, Buk, Henry Chinasky, acesta din urmă fiind un alter-ego în numeroase romane autobiografice.
Scrierile lui Bukowski au fost influențate de mediul social, cultural și financiar din orașul Los Angeles . Opera sa vorbește despre viața obișnuită a americanilor bogați, despre scris, alcool, relații și corvoada muncii. Bukowski a scris mii de poezii, sute de povestiri și 6 romane, în total publicând peste 60 de cărți. Este considerat unul dintre cei mai influenți scriitori americani ai secolului al XX-lea.
Bukowski a publicat mai mult în reviste literare mici, de la începutul anilor '40 până la începutul anilor '90. Aceste poezii și povestiri au fost republicate mai târziu de Black Sparrow Press (acum HarperCollins/ECCO) în volume ale operei sale. Deci vrei să fii scriitor (So you want to be a writer) este considerat unul dintre cele mai bune poeme ale lumii ce tratează libertatea de exprimare a unui artist. În anii '80, Bukowski a colaborat cu ilustratorul Robert Crumb la o serie de cărți de benzi desenate.
În timpul vieții sale, Bukowski a primit puțină atenție din partea criticilor academici din Statele Unite, dar a fost mai bine primit în Europa de Vest, în deosebi în Regatul Unit și în mod special în Germania, unde s-a născut. De la moartea sa în martie 1994, Bukowski a fost subiectul unei serii de articole critice și cărți atât despre viața sa, cât și despre scrierile sale.

## Apariții în cultura populară

### În muzică
- Trupa americană Red Hot Chili Peppers face referire la Bukowski și la operele sale în mai multe cântece; cântărețul Anthony Kiedis a declarat că Bukowski are o mare influență asupra scrierilor sale. [14]
- Harry Styles a întrerupt concertele One Direction pentru a-l citi pe Bukowski în 2014. [15]Ulterior, a citat „Old Man, Dead in a Room” în piesa sa „Woman” și și-a deschis spectacolele Love on Tour din 2021 cu un citat din „Style”.[16]
- Piesa „Alaskans” din Volcano Choir conține o înregistrare a lui Bukowski citind o poezie la televiziunea franceză. [17]
- Se spune că „Bluebird” este prima melodie country inspirată de Charles Bukowski care a ajuns pe locul 1. [18]
- O comedie muzicală din 2006, "Bukowsical!", de Spencer Green și Gary Stockdale, ironizează viața și imaginea de hipster a lui Bukowski. [19]

### În film
- Barfly, lansat în 1987, este un film semi-autobiografic scris de Bukowski și cu Mickey Rourke în rolul lui Henry Chinaski, care îl reprezintă pe Bukowski, și Faye Dunaway în rolul iubitei sale, Wanda Wilcox. Sean Penn s-a oferit să joace rolul lui Chinaski pentru un dolar, atâta timp cât prietenul său Dennis Hopper va regiza, dar regizorul european Barbet Schroeder investise mulți ani și mii de dolari în proiect, iar Bukowski considera că Schroeder merită să-l realizeze. Bukowski a scris scenariul, a primit aprobarea scenariului, și apare ca un client de bar într-un scurt cameo. [20]
- Filmul francez din 1991, Lune Froide, regizat de Patrick Bouchitey, a fost înscris la Festivalul de Film de la Cannes din 1991 și este bazat pe povestirile scurte „Sirena copulatoare din Veneția” și „Probleme cu bateria”.
- Filmul din 2005, Factotum, adaptat după romanul cu același nume al lui Bukowski din 1975, a fost lansat cu recenzii mixte.[21]
- În 2013, actorul James Franco a regizat un film intitulat simplu „Bukowski”, cu Josh Peck în rolul scenaristului. Franco a scris scenariul împreună cu fratele său, Dave. Filmările pentru adaptare au început în Los Angeles pe 22 ianuarie 2013 și au fost parțial filmate în Oxford Square, un cartier istoric din Los Angeles.[22] În aprilie 2014, producătorul Cyril Humphris l-a dat în judecată pe Franco, susținând că filmul era o adaptare neautorizată a romanului „Șuncă pe gheață” de Bukowski, pentru care Humphris deținea drepturile cinematografice.[23] Procesul a fost soluționat în cele din urmă în octombrie 2014, dar filmul nu a mai fost lansat de atunci.[24]
- Bukowski a apărut într-un rol cameo în filmul din 1977, Supervan, în rolul „Băiatul cu apă din concursul de tricouri ude”. [25]
- Povești ale unei nebunii obișnuite (în italiană Storie di ordinaria follia, în franceză Contes de la folie ordinaire), cu Ben Gazara și Ornella Muti în rolurile principale, este un film din 1981 regizat de regizorul italian Marco Ferreri, bazat pe colecția din 1972 "Erecții, ejaculări, expoziții și povestiri generale despre o nebunie obișnuită".

## Opera

#### Romane
- 1971 – Post Office (Oficiul poștal)
- 1975 – Factotum
- 1978 – Women (Femei)
- 1982 – Ham On Rye (Șuncă pe pâine)
- 1989 – Hollywood
- 1994 – Pulp (De duzină)[26]

#### Colecții de poezii
- Flower, Fist, and Bestial Wail (1960)
- It Catches My Heart in Its Hands (1963) (title taken from Robinson Jeffers poem, "Hellenistics")
- Crucifix in a Deathhand (1965)
- At Terror Street and Agony Way (1968)
- Poems Written Before Jumping Out of an 8-story Window (1968)
- A Bukowski Sampler (1969)
- The Days Run Away Like Wild Horses Over the Hills (1969)
- Fire Station (1970)
- Mockingbird Wish Me Luck (1972)
- Burning in Water, Drowning in Flame: Selected Poems 1955–1973 (1974)
- Maybe Tomorrow (1977)
- Love Is a Dog from Hell (1977)
- Play the Piano Drunk Like a Percussion Instrument Until the Fingers Begin to Bleed a Bit (1979)
- Dangling in the Tournefortia (1981)
- War All the Time: Poems 1981–1984 (1984)
- You Get So Alone at Times That It Just Makes Sense (1986)
- The Roominghouse Madrigals (1988)
- Septuagenarian Stew: Stories & Poems (1990)
- People Poems (1991)
- The Last Night of the Earth Poems (1992)
- Betting on the Muse: Poems and Stories (1996)
- What Matters Most Is How Well You Walk Through the Fire. (1999)
- Open All Night (2000)
- The Night Torn Mad with Footsteps (2001)
- Slouching Toward Nirvana (2005)
- The Pleasures of the Damned: Selected Poems 1951–1993 (2007)
- The Continual Condition (2009)
- On Cats (2015)
- On Love (2016)
- Storm for the Living and the Dead (2017)

### Povestiri
- Confessions of a Man Insane Enough to Live with Beasts (1965)
- Notes of a Dirty Old Man (1969)
- Erections, Ejaculations, Exhibitions, and General Tales of Ordinary Madness (1972)
- South of No North (1973)
- Hot Water Music (1983)
- Bring Me Your Love (1983)
- Tales of Ordinary Madness (1983)
- The Most Beautiful Woman in Town (1983)
- Portions from a Wine-stained Notebook: Short Stories and Essays (2008)
- Absence of the Hero (2010)
- More Notes of a Dirty Old Man (2011)
- The Bell Tolls For No One (CityLights, 2015 edition)
- On Drinking (2019)

### Carți de non ficțiune
- Shakespeare Never Did This (1979); expanded (1995)
- The Captain Is Out to Lunch and the Sailors Have Taken Over the Ship (1998)
- On Writing; Edited by Abel Debritto (2015)
- The Mathematics of the Breath and the Way: On Writers and Writing; Edited by David Stephen Calonne (City Lights, 2018)